# 越城镇
越城镇（羅馬化：vyt tuo zhep），是中华人民共和国四川省凉山彝族自治州越西县下辖的一个乡镇级行政单位。2021年1月12日，撤销西山乡和河东乡，将原西山乡和原河东乡所属行政区域划归越城镇管辖。 区域面积29.78平方千米。

## 行政区划
越城镇下辖以下地区：
西城社区、东城社区、外南村、城南村、城关村、城西村、城北村、城东村、青龙村、新村、沙沙普村、大坪村、白马村和哈莫洛村、河东村、联新村、一棵树村、新普村、金光村、小碉村、东红村和宝龙村、西埝村、大块村、山洪村、关马村、大庆村和马母古村。